# Apodanthes
Apodanthes es una género de planta parásita perteneciente a la familia Apodanthaceae. Se distribuye desde Honduras hasta Brasil.

## Taxonomía
Apodanthes fue descrito por Pierre Antoine Poiteau y publicado en Annales des Sciences Naturelles (Paris) 3: 422, en el año 1824. La especie tipo es: Apodanthes caseariae Poit. 

## Especies
- Apodanthes caseariae Poit.
- Apodanthes minarum Vattimo
- Apodanthes panamensis Vattimo
- Apodanthes surinamensis Pulle
- Apodanthes tribracteata Rusby